# Catena Artamonov
Catena Artamonov es una cadena de cráteres lunares de impacto con una longitud de   131 km (81,4 mi). Su nombre procede del cráter cercano Artamonov que se encuentra en las coordenadas  25°26′N 103°47′E / 25.433, 103.783.